# Havraníky
Havraníky település Csehországban, a Znojmói járásban. Havraníky Nový Šaldorf-Sedlešovice, Znojmo, Hnanice, Chvalovice, Podmolí és Šatov településekkel határos. Lakosainak száma 306 fő (2024. január 1.).

## Népesség
A település lakosságának változását az alábbi diagram mutatja:
| Lakosok száma | 575  | 695  | 673  | 515  | 391  | 344  | 348  | 333  | 304  | 306  |
|               | 1869 | 1890 | 1921 | 1950 | 1980 | 2001 | 2017 | 2019 | 2022 | 2024 |